# Stazione di Vienna Centro
La stazione di Vienna Centro (in tedesco: Wien Mitte) è una stazione ferroviaria di Vienna, Austria. Situata in prossimità del centro della città, è il termine del servizio di collegamento aeroportuale City Airport Train (CAT).

## Movimento

### S-Bahn
La stazione è servita dalle linee S1, S2, S3, S4 e S7 del trasporto ferroviario suburbano: